# Перо Христов
Перо Христов (Струмица, 17. јун 1951) јесте македонски певач народне музике.

## Биографија
Христов са музиком су бави од 1969 године. Његове најпознатије интерпретације су: Во црно вино утеха нема, Нема живот Ангелино, Заборавеми, Са ја грабиле мома Катерина и Една ѕвезда, една солза.

## Спољашне везе
- Перо Христов на сајту YouTube.